# دیوید لیند
دیوید لیند (انگلیسی: David Linde؛ زادهٔ ۸ فوریهٔ ۱۹۶۰) یک تهیه‌کننده اهل ایالات متحده آمریکا است.
وی تهیه‌کننده فیلم‌هایی همچون شادی، ۳۶۰، جنگل، ورود و ولگرد بوده است.